# Vincent Peirani

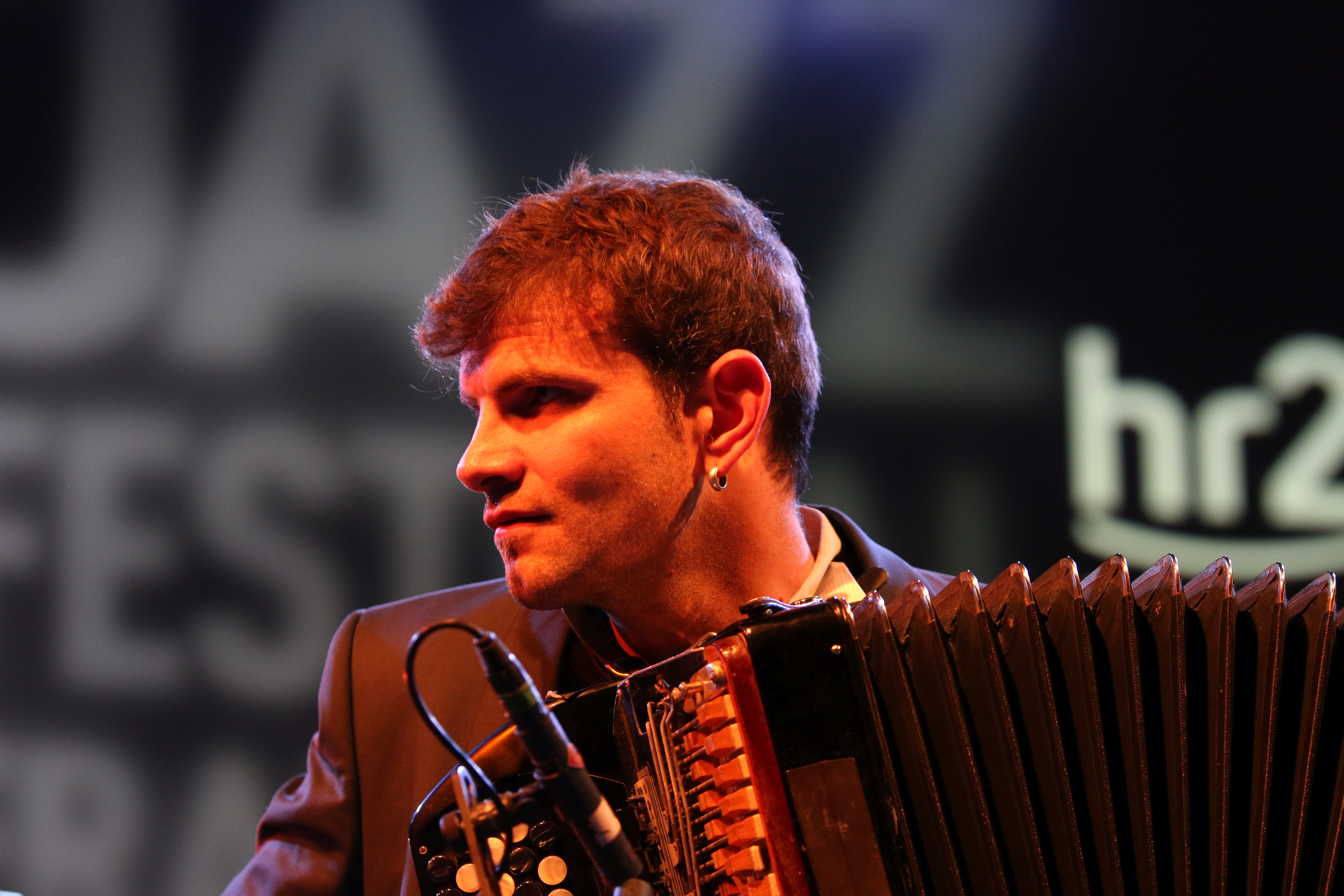
Vincent Peirani (2015)

Vincent Peirani (* 24. April 1980 in Nizza) ist ein französischer Jazzmusiker (Akkordeon, Klarinette) und Komponist.

## Leben und Wirken
Vincent Peirani begann mit elf Jahren Akkordeon zu spielen. Ein Jahr später wendete er sich auch der klassischen Klarinette zu, die er zunächst am Konservatorium in Nizza studierte. Im Alter von 17 Jahren erkrankte er an Krebs. Im Jahr zuvor war seine Mutter an Krebs gestorben. Im Krankenhaus hörte er Musik von Bill Evans und Sixun und entdeckte so den Jazz. Nach dem Schulabschluss ging er an das CNSM Paris, wo er Klarinette und Solfeggio studierte.
Zwischen 1994 und 1998 erhielt er mehrere, auch internationale Auszeichnungen; so gewann er 1998 den Prix d’Accordéon Classique des CNSM Paris. Im selben Jahr wandte er sich dem Jazz zu; im Jahr 2000 wurde er mit ersten Preisen in der Jazz-Klasse des Pariser Konservatoriums ausgezeichnet.
Peirani arbeitete ab den 2000er Jahren in Frankreich u. a. mit Michel Portal, Daniel Humair (Sweet and Sour, 2011), Vincent Lê Quang, Renaud Garcia-Fons, Louis Sclavis (Dans la nuit), François Jeanneau, Jean-Philippe Muvien (Air Libre), Olivier Calmel (Empreintes, 2007), Youn Sun Nah, Denis Colin, Federico Casagrande, Anne Paceo und Matthieu Saglio. Im Bereich des Jazz wirkte Peirani zwischen 2003 und 2019 bei 23 Aufnahmesessions mit, zuerst an einem Album des European Jazz Youth Orchestra (Swinging Europe 2003). 2010 legte er sein Debütalbum Gunung Sebatu mit Eigenkompositionen vor. Daneben spielte er im Duo mit dem Cellisten François Salque, mit dem er zuletzt das Album Tanguillo vorlegte. Mit seiner Frau, der Sängerin Serena Fisseau, die bereits an Gunung Sebatu beteiligt war, entstand das Duo-Album So Quiet (2019).
Peirani erhielt beim SWR Jazz Meeting 2013 die Möglichkeit sein Quintett Living Being um den Trompeter Mathias Eick und die Sängerin Leïla Martial zu erweitern; beim zehnten Jazzahead! Festival in Bremen stellte er in der Französischen Nacht das Quintett Living Being vor. 2019 trat er in der Berliner Philharmonie auf. Mit dem Gitarristen Yamandu Costa spielte er am 18. November 2022 im Rahmen der NDR-Jazzkonzerte im Hamburger Rolf-Liebermann-Studio im Duo.

## Preise und Auszeichnungen
2013 wurde Peirani mit dem Prix Django Reinhardt ausgezeichnet. Im Mai 2015 erhielt er sowohl als Instrumentalist als auch für sein Duo mit Émile Parisien einen ECHO Jazz. Auch für die Alben Thrill Box und Tandem wurde er jeweils mit einem ECHO Jazz ausgezeichnet.

## Diskographische Hinweise
- François Salque / Vincent Peirani: EST (ZigZag, 2011)
- Lars Danielsson / Ulf Wakenius / Vincent Peirani: Vagabond (ACT, 2011)
- Thrill Box (ACT, 2012, mit Michael Wollny, Michel Benita, Michel Portal, Émile Parisien)
- Vincent Peirani & Emile Parisien Belle Epoque (ACT, 2013)
- Living Being (ACT, 2015, mit Émile Parisien (cl, ts), Yoann Serra (dr), Tony Paeleman (Fender Rhodes), Julien Herné (bg))
- Vincent Peirani & Michael Wollny: Tandem (ACT, 2016)
- Living Being II – Night Walker (ACT, 2018)
- Vincent Peirani & Emile Parisien Abrazo (ACT 2020)[10]
- Jokers (ACT, 2022, mit Federico Casagrande und Ziv Ravitz)[11]
- Sissoko, Segal, Parisien, Peirani: Les Égarés (ACT 2023)[12]